# Edward E. Beidleman
Edward Ensinger Beidleman (* 8. Juli 1873 in Harrisburg, Pennsylvania; † 9. April 1929) war ein US-amerikanischer Politiker. Zwischen 1919 und 1923 war er Vizegouverneur des Bundesstaates Pennsylvania.

## Werdegang
Über die Jugend und Schulausbildung von Edward Beidleman ist nichts überliefert. Nach einem Jurastudium und seiner Zulassung als Rechtsanwalt begann er in diesem Beruf zu arbeiten. Gleichzeitig schlug er als Mitglied der Republikanischen Partei eine politische Laufbahn ein. In den Jahren 1905 und 1906 saß er als Abgeordneter im Repräsentantenhaus von Pennsylvania; von 1913 bis 1919 gehörte er dem Staatssenat an.
1918 wurde Beidleman an der Seite von William Cameron Sproul zum Vizegouverneur von Pennsylvania gewählt. Dieses Amt bekleidete er zwischen 1919 und 1923. Dabei war er Stellvertreter des Gouverneurs und Vorsitzender des Staatssenats. In den Jahren 1924 und 1928 nahm er als Delegierter an den jeweiligen Republican National Conventions teil, auf denen Calvin Coolidge sowie später Herbert Hoover als Präsidentschaftskandidaten nominiert wurden. Im Jahr 1926 scheiterte er in den Gouverneursvorwahlen seiner Partei. Er starb am 9. April 1929.